# Asylum Records
Asylum Records — лейбл звукозаписи, основанный в 1971 году Дэвидом Геффеном и его партнёром Эллиотом Робертсом. Самые известные исполнители Asylum Records: Джексон Браун, Том Уэйтс, Линда Ронстадт, Джони Митчелл, Боб Дилан, Уоррен Зивон и Гуччи Мэйн. Со временем лейбл слился с Elektra Records и перешёл во владение Warner Music Group.

## Формирование
Asylum Records был создан в 1971 году Дэвидом Гиффеном и Эллиотом Робертсом специально для заключения контракта с фолк музыкантом Джексоном Брауном. Свои ранние издания лейбл распространял при помощи Atlantic Records. В 1973 году Asylum Records заключил контракт с джаз / блюз музыкантом Томом Уэйтсом и выпустил его дебютный альбом Closing Time. Всего же музыкант выпустил на Asylum Records семь альбомов: Closing Time (1973), The Heart of Saturday Night (1974), Nighthawks at the Diner (1975), Small Change (1976), Foreign Affairs (1977), Blue Valentine (1978) и Heartattack and Vine (1980), после чего сменил лейбл на Island Records. Также с Asylum Records некоторое время работал Боб Дилан, в начале 1960-х поссорившийся с Columbia Records. В 1974 году он выпустил на лейбле два альбома: студийный Planet Waves и концертный Before the Flood. Они были переизданы Columbia Records после возвращения Дилана.

## Слияние
Лейбл был передан компании Warner Communications (нынешнее название — Time Warner) в 1972 году, после чего началось его слияние с Elektra Records. Гиффен и Робертс получили по 2 млн наличными и ещё по 5 млн акциями Warner Communications, став тем самым одними из крупнейших акционеров компании. Гиффен занимал пост президента и председателя Asylum / Elektra Records до 1975 года, после чего был назначен вице-председателем Warner Bros. Pictures. Последним известным музыкантом этого периода Asylum Records стал Уоррен Зивон, выпустивший на лейбле ряд успешных рок альбомов с 1975 по 1981 год включительно. В середине 1980-х Asylum / Elektra Records стал неофициально называться Elektra Records, а в 1989 году был переименован в Elektra Entertainment. Elektra Records окончательно стал доминирующим лейблом, переведя Asylum Records в дочернее подразделение и ограничив в собственном праве. В 1990-х лейбл работал в основном с малоизвестными музыкантами, а концу десятилетия отсутствие финансирования и должного руководства привело к роспуску Asylum Records.

## Восстановление
В 2003 году президент Curb Records Майк Карб возродил Asylum Records под названием Asylum-Curb Records. Некоторое время лейбл распространял материал при помощи Warner Bros. Records и Atlantic Records. В марте 2009 года он снова стал частью Warner Bros. Сейчас лейбл ориентируется в основном на хэви-метал и хип-хоп исполнителей.